# ريهام الهور
ريهام الهور، رسامة كاريكاتير مغربية.

## حياتها
رهام الهور من مواليد 8 مارس 1977 بمدينة القنيطرة بالمغرب. من أصول فلسطينية حاصلة على دبلوم في اللغة العريبة وآدابها من كلية الفنون بالقنيطرة.  كانت الرسامة معجبة بفن الكاريكاتير قبل اقتحامه، وكانت تتابع رسامي الكاريكاتير باهتمام كبير كمحمود كحيل والعربي الصبان. حصلت على أولى جوائزها في سن الخامسة عشرة؛  شاركت برسوماتها في مسابقة اليونسكو سنة 2000 والتي كانت الدافع لصقل موهبتها والانطلاق في مسارها المهني، حيث جعلت من ريشتها أداة للدفاع عن حقوق النساء المغربيات. وفي 2002 شاركت في الأيام الوطنية للكاريكاتير المغربي كأول امرأة مغربية تقتحم هذا المجال. اختارتها شبكة البي بي سي سنة 2016 ضمن قائمة 100 امرأة ملهمة في العالم والتي تضم نساء صاحبات أدوار ريادية يدافعن عن قضايا النساء في مجتمعاتهن.

## انجازاتها
حازت الرسامة الكاريكاتورية على عدة جوائز واعترافات دولية بكل من فرنسا وإسبانيا وكندا ولبنان، حيث فازت بالجائزة الأولى من بين 200 رسام كاريكاتور عبر العالم بالهند كما توجت بالجائزة الأولى في مهرجان الكاريكاتير بإسبانيا وفيما يلي موجز بعض إنجازاتها:
- سنة 2002 شاركت في الأيام الوطنية للكاريكاتير المغربي كأول امراة مغربية تقتحم هذا المجال.

- سنة 2005 و2006  حصلت على جائزة بمعرض دمشق بسوريا.

- سنة 2007 مثلت المغرب في معرض سانطوميرا بإسبانيا.

- سنة 2008 قدمت تجربة معرضين، ناقشت خلالهما قضايا المرأة.

## وصلات خارجية
- بركات، امينة (10 مايو 2017). "ريهام الهور أول رسامة كاريكاتير في المغرب". الصدى.نت. مؤرشف من الأصل في 2020-02-17. اطلع عليه بتاريخ 2021-03-29.